# Balitora meridionalis
Balitora meridionalis es una especie de peces de la familia de los Balitoridae en el orden de los Cypriniformes.

## Morfología
• Los machos pueden llegar alcanzar los 8,2 cm de longitud total.

## Distribución geográfica
Se encuentra en Camboya, Tailandia y en la cuenca del Mekong en Yunnan (China ).